# Sabacon aigoual
Sabacon aigoual is een hooiwagen uit de familie Sabaconidae.